# 高田馬場駅
高田馬場駅（たかだのばばえき）は、東京都新宿区高田馬場一丁目にある、東日本旅客鉄道（JR東日本）・西武鉄道・東京地下鉄（東京メトロ）の駅である。

## 乗り入れ路線
JR東日本の山手線、西武鉄道の新宿線、東京メトロの東西線が乗り入れ、接続駅となっている。なお、山手貨物線を走行する埼京線・湘南新宿ラインやその他の列車は停車しない。
- JR東日本： 山手線 - 電車線で運行される環状線としての山手線電車のみが停車し、それ以外の列車は通過する。また、特定都区市内制度における「東京都区内」および「東京山手線内」に属している。 - 駅番号「JY 15」
- 西武鉄道： 新宿線 - 新宿線の起点である西武新宿駅がJRや地下鉄が乗り入れている新宿駅と500 mほど離れていて乗り換えが不便なため、他路線との乗り換えが容易な当駅が実質的なターミナル駅となっている。小平駅から拝島線への直通運転も行っている。 - 駅番号「SS02」
- 東京メトロ： 東西線 - 中野駅方面の列車は中央線（各駅停車）と直通運転しており、西船橋駅方面の列車は東葉高速線への直通運転を行っている他、平日の朝夕ラッシュ時のみ津田沼駅まで総武線（各駅停車）への直通も行っている。 - 駅番号「T 03」

## 歴史

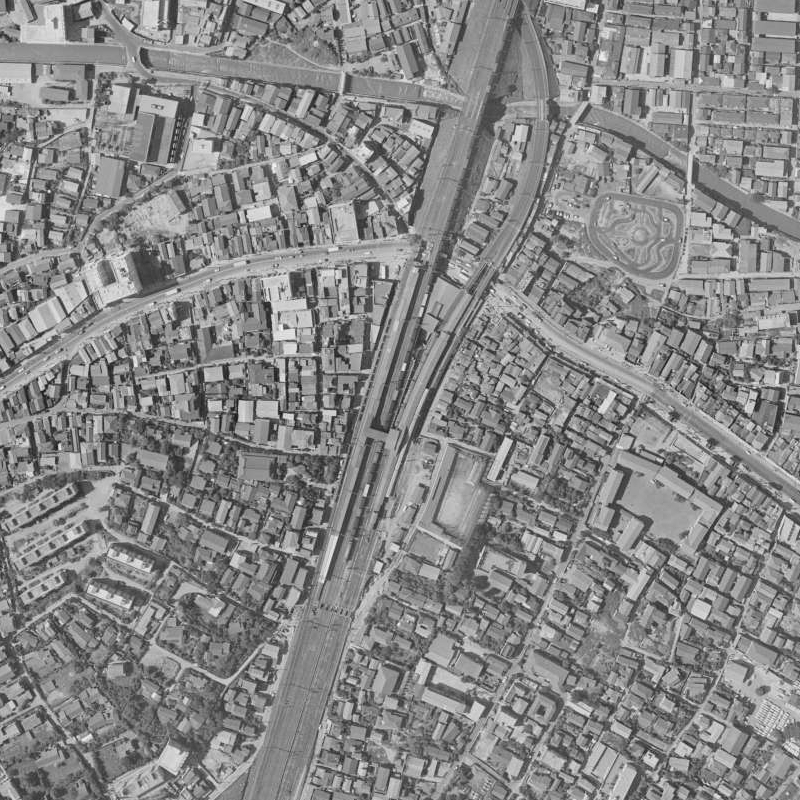
高田馬場駅周辺の白黒空中写真（1963年6月26日撮影）

- 1910年（明治43年）9月15日：鉄道院山手線の駅として開業[1]。
- 1927年（昭和2年）4月16日：西武鉄道の駅が、山手線と立体交差する手前に仮駅として開業。
- 1928年（昭和3年）4月15日：西武鉄道の駅を山手線東側の現在の位置に移設。
- 1945年（昭和20年）4月13日：太平洋戦争中にアメリカ軍の空襲を受け、駅舎を全焼。
- 1963年（昭和38年）：西武鉄道の駅で上りホームを新設。従来のホームは下りホームとなり、上りホームは臨時降車ホームとなる。
- 1964年（昭和39年）12月23日：帝都高速度交通営団（営団地下鉄）東西線の駅が開業[2]。
- 1984年（昭和59年）4月20日：国鉄と西武鉄道との連絡小荷物の取り扱いを廃止[1]。
- 1987年（昭和62年）
  - 3月：ホーム・コンコース等の拡幅等の東西線駅改良工事に着手[3]。
  - 4月1日：国鉄分割民営化に伴い、国鉄の駅は東日本旅客鉄道（JR東日本）の駅となる[1]。
- 1988年（昭和63年）10月24日：山本克忠新宿区長を会長とする新都心通勤交通網整備促進同盟（1980年）が全国8位の1日あたり66万人の乗降客がある本駅への埼京線の停車を小渕恵三内閣官房長官に陳情[新聞 1]。
- 1991年（平成3年）2月23日：JR東日本の戸山口に自動改札機を設置[4]。
- 1994年（平成6年）
  - 2月10日：JR東日本の早稲田口に自動改札機を設置[5]。
  - 6月：東西線駅改良工事が終了[3]。総工費約53億8000万円[3]。
- 1998年（平成10年）：西武鉄道の駅舎を改修。跨線橋の乗り換え改札を大改修し、ホームにあった自動精算機は2階の乗り換え改札口へ移設、ホームの冷房使用開始。
- 2001年（平成13年）
  - 3月10日：西武鉄道の改修工事が完了し、戸山口を新設[報道 1][新聞 2]。
  - 11月18日：JR東日本でICカード「Suica」の利用が可能となる[報道 2]。
- 2003年（平成15年）3月1日：山手線の発車メロディが『鉄腕アトム』（旧シリーズ）のテーマ曲となる[6]。
- 2004年（平成16年）4月1日：帝都高速度交通営団（営団地下鉄）民営化に伴い、東西線の駅は東京地下鉄（東京メトロ）に継承される[報道 3]。
- 2005年（平成17年）10月26日：高田馬場メトロピア（4店舗）が開業。
- 2006年（平成18年）：山手線のホームにエレベーターを設置。
- 2007年（平成19年）3月18日：西武鉄道・東京メトロでICカード「PASMO」の利用が可能となる[報道 4]。
- 2008年（平成20年）4月5日：早稲田口のJR・西武線高架下に手塚治虫のキャラクター壁画が完成。
- 2012年（平成24年）10月1日：西武新宿線の発車メロディがマルコメのCMソングとなる[報道 5]。
- 2015年（平成27年）5月24日：東京メトロ東西線に発車メロディを導入[報道 6]。
- 2019年（令和元年）11月1日：JR東日本の駅が業務委託化[7]。
- 2020年（令和2年）9月16日：西武鉄道の3番線でホームドアの使用を開始[報道 7]。
- 2024年（令和6年）
  - 2月9日：みどりの窓口の営業を終了[8]。
  - 2月10日：話せる指定席券売機を導入[8]。

### 駅名の由来
堀部武庸（通称：安兵衛、四十七士の一人）の伝説である高田馬場の決闘（1694年（元禄7年））があったことで知られる「高田馬場（たかたのばば）」から採られた。実在の馬場は西早稲田三丁目にあったと伝えられ、当駅からは若干の距離がある。駅設置時、地元からは当時の地名から「上戸塚駅」「諏訪之森駅」を希望する声もあったが、すでに神奈川県の戸塚駅があったので、戸塚で一番有名な「高田馬場」を駅名にしたという。読み方を「たかたのばば」ではなく「たかだのばば」としたのは、駅が本来の馬場と離れているので、わざと濁らせたという話が伝わっている。
現在、当駅周辺の町名は「高田馬場」と称されているが、これは1975年（昭和50年）の住居表示実施時に、駅名に周辺の町名を合わせたものである。

## 駅構造

### JR東日本
JR東日本ステーションサービスが駅業務を受託している新宿統括センター（新宿駅）管理の業務委託駅である。多機能券売機・指定席券売機・話せる指定席券売機が設置されている。
島式ホーム1面2線を有する高架駅である。改札口は北寄りの早稲田口と南端の戸山口の2か所が設けられている。このうち、戸山口にはお客さまサポートコールシステムが導入されており、早朝・深夜は遠隔対応のため改札係員は不在となる。その他、ホームの中央にある跨線橋と早稲田口には西武線との乗り換え専用口がある。跨線橋にはJR線、西武線どちらにも切符売り場があり西武鉄道が管理している。早稲田口は自動改札機の設置のみである。エスカレーターとエレベーターは早稲田口とホームを連絡している。
高架下には手塚治虫の漫画作品キャラクターを並べた壁画がある。これは高架下が暗いため、地元の商店街が中心となって完成にこぎ着けたものだが、リニューアルに伴い2005年に撤去された。その後、2008年にリニューアルが完成し、同年4月5日に壁画が復活した。JR高架下の壁画のタイトルは『ガラスの地球を救え』である。
トイレは1階早稲田口改札口内に設置されている。2006年に全面的に改修され、多機能トイレが追加された。
山手線の線路の隣には埼京線や湘南新宿ラインなどが走行する山手貨物線の線路が通っているものの、こちらにはホームは設置されていない。地元からは埼京線などの停車要求が日本国有鉄道（国鉄）時代からあるものの、ホームの用地確保ができないことやJR側へのメリットの少なさを理由に実現していない。
ホーム幅員が狭く、特に平日朝ラッシュ時の内回りは混雑する。また2012年以降は、駅改良工事と同時にホームドアの設置工事も行われている。
2020年8月26日に、泊まれる本屋「BOOK AND BED TOKYO」を展開するアトリエブックアンドベッドの新業態であるカフェ「STAND by bookandbedtokyo」が早稲田口改札前にオープンしている。

#### のりば
| 番線 | 路線   | 方向   | 行先                 |
| ---- | ------ | ------ | -------------------- |
| 1    | 山手線 | 外回り | 池袋・田端・上野方面 |
| 2    | 山手線 | 内回り | 新宿・渋谷・品川方面 |

（出典：JR東日本:駅構内図）

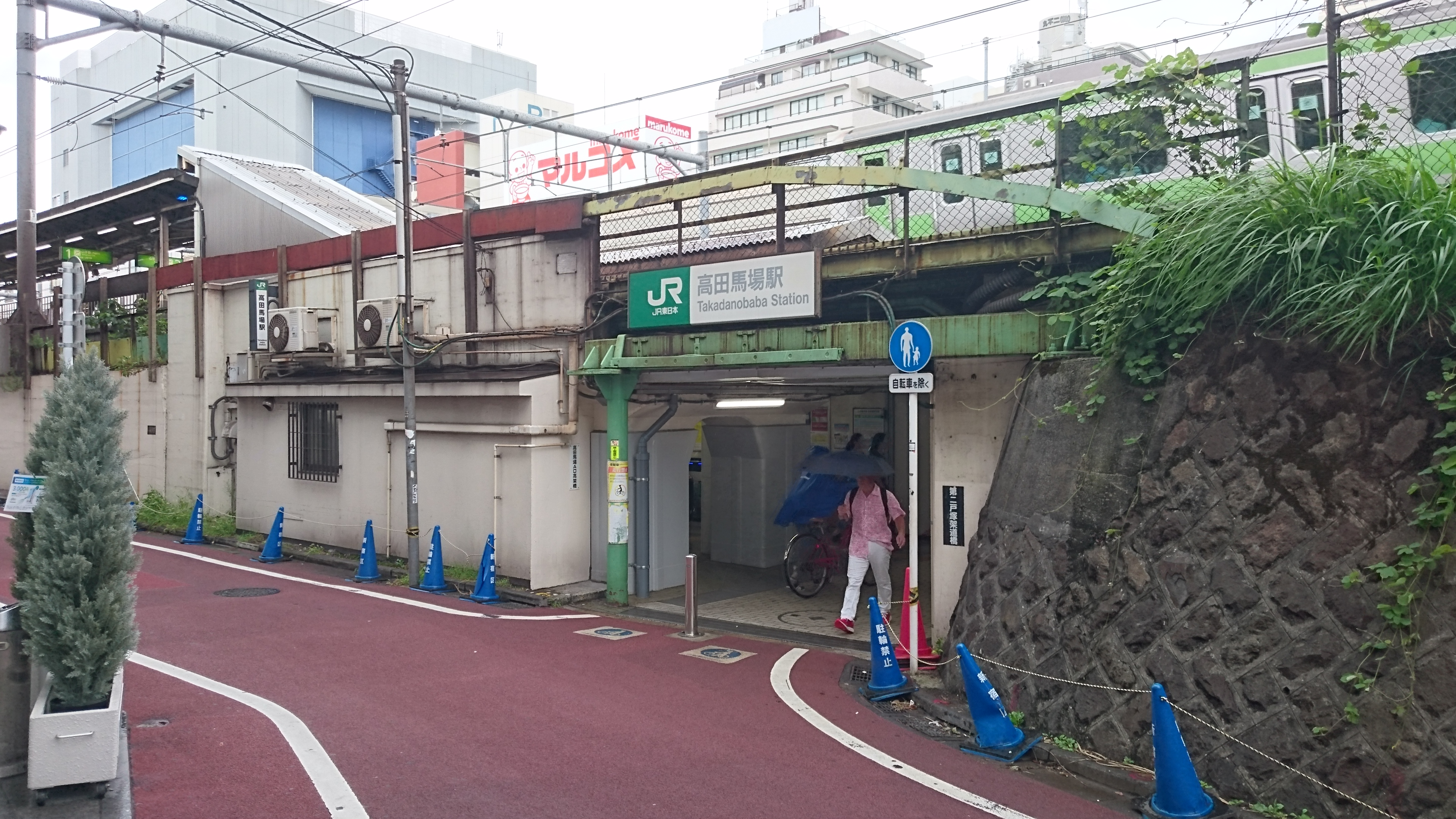
戸山口（2018年9月）
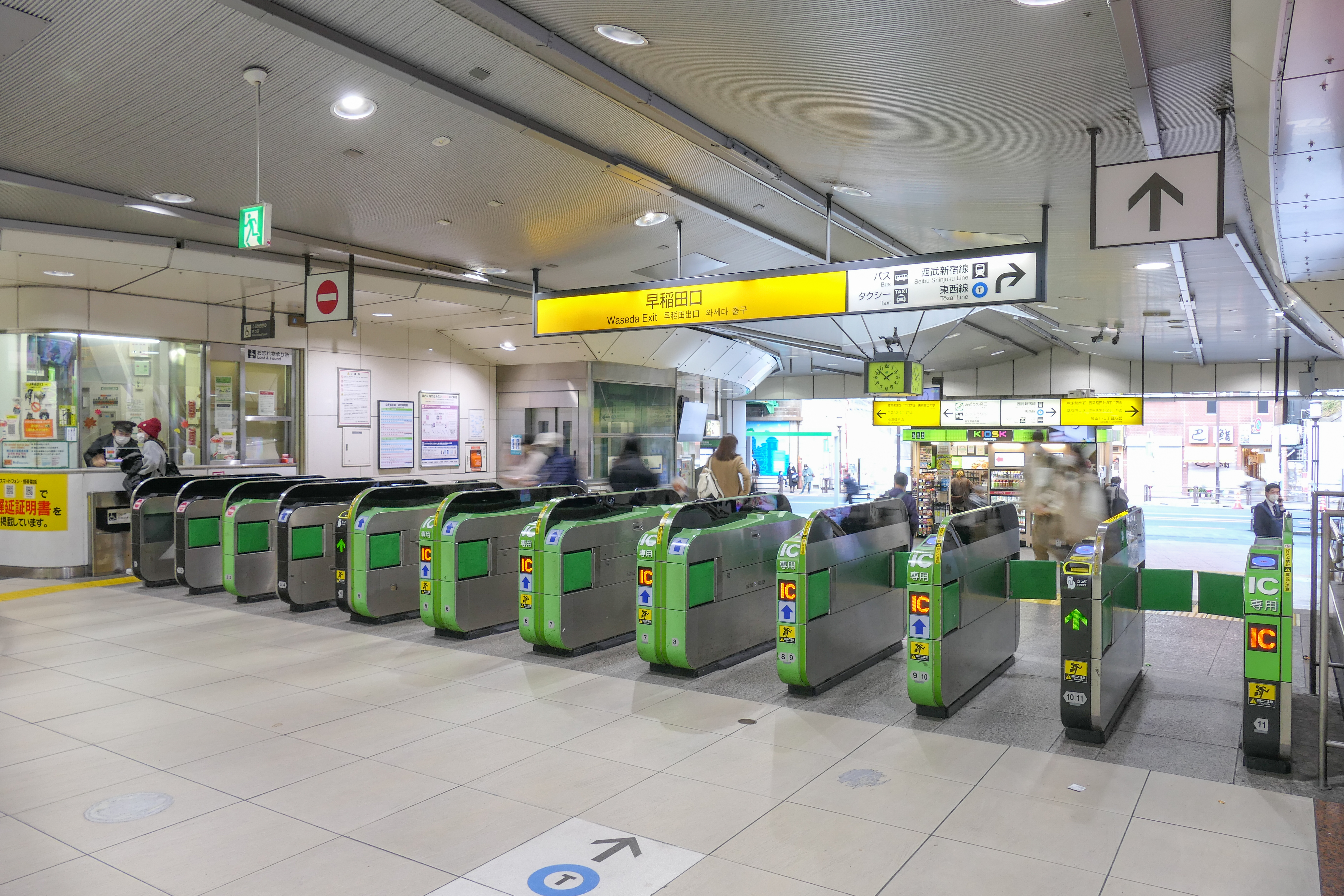
早稲田口改札（2022年12月）
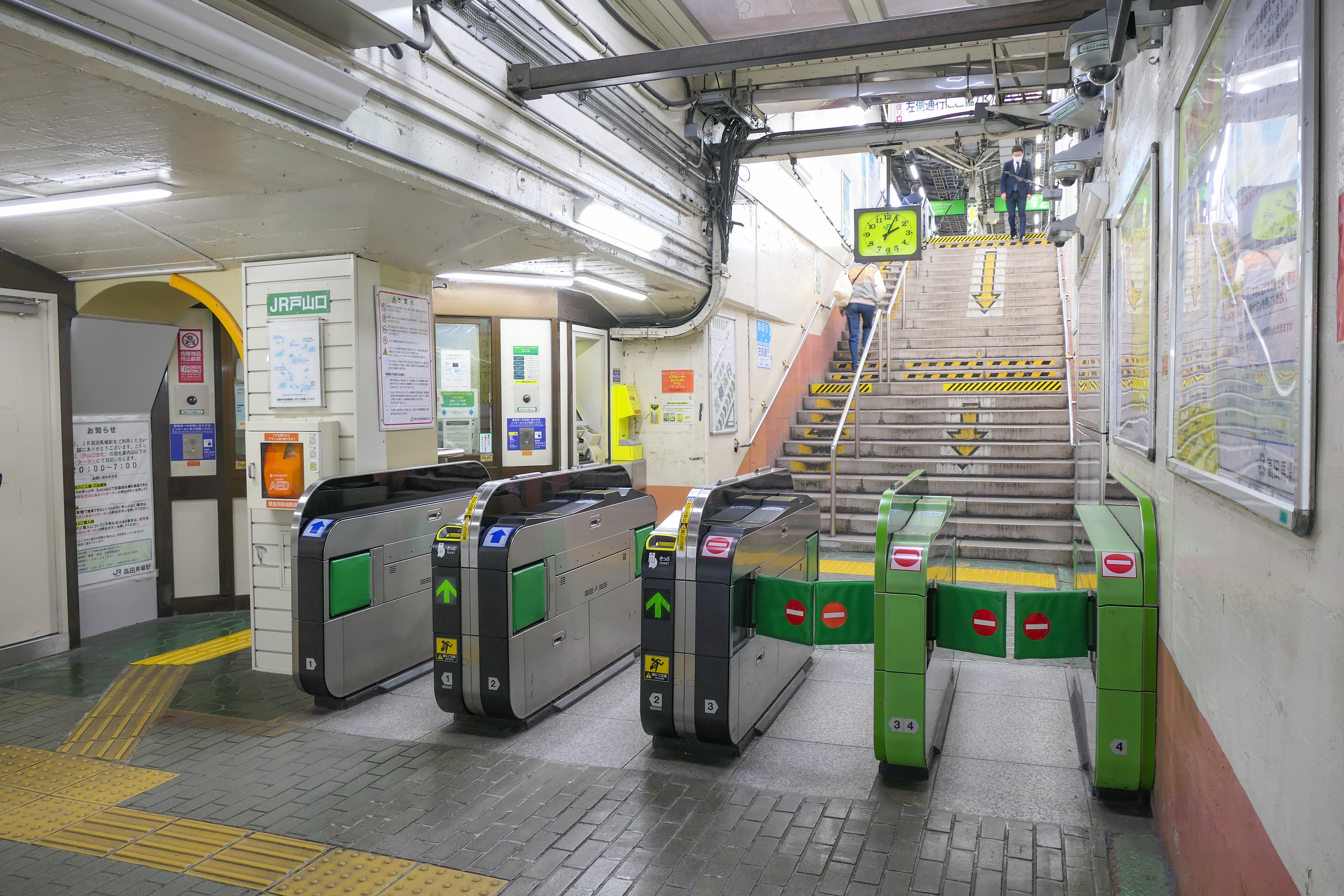
戸山口改札（2022年12月）
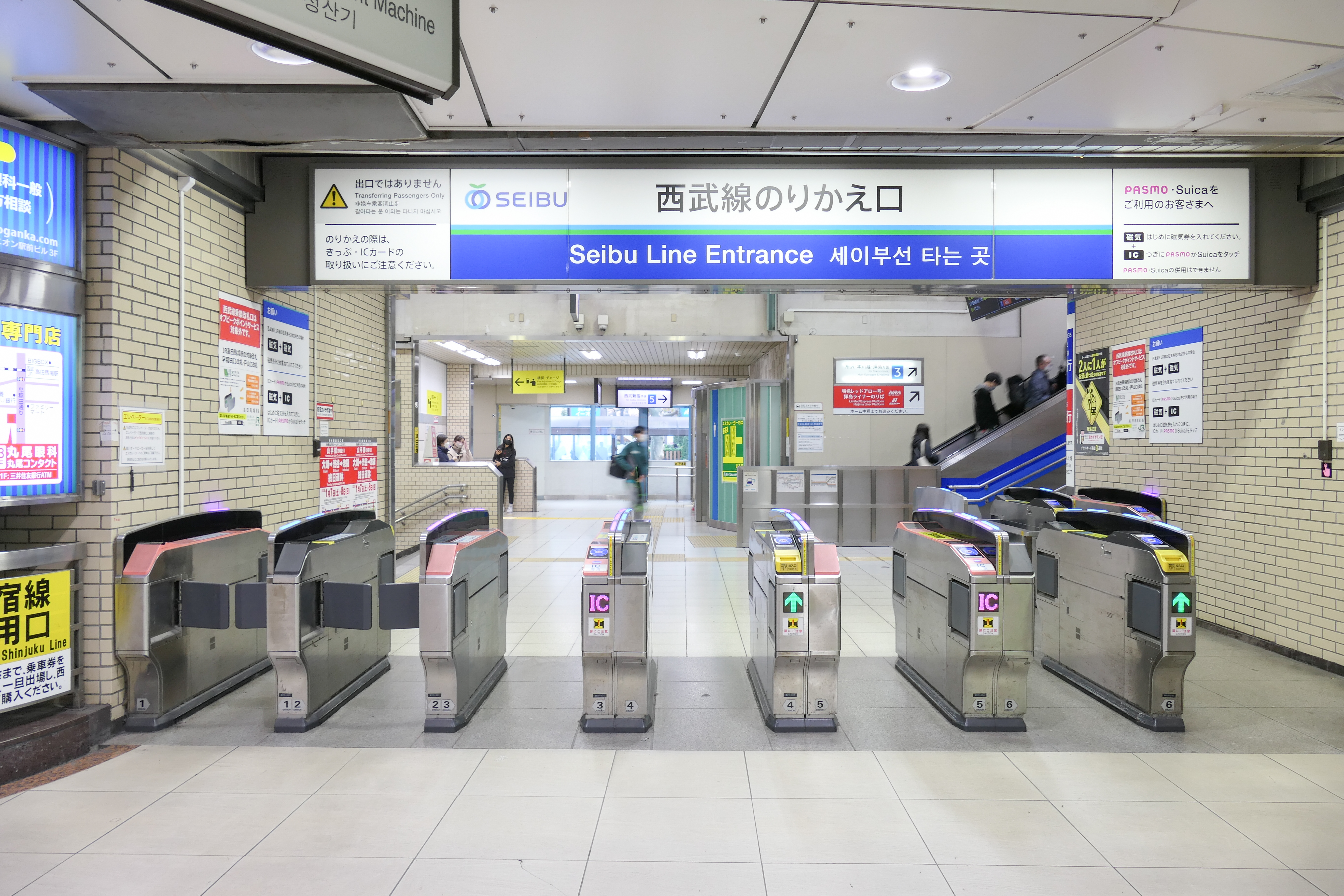
1階西武線乗換改札（2022年12月）
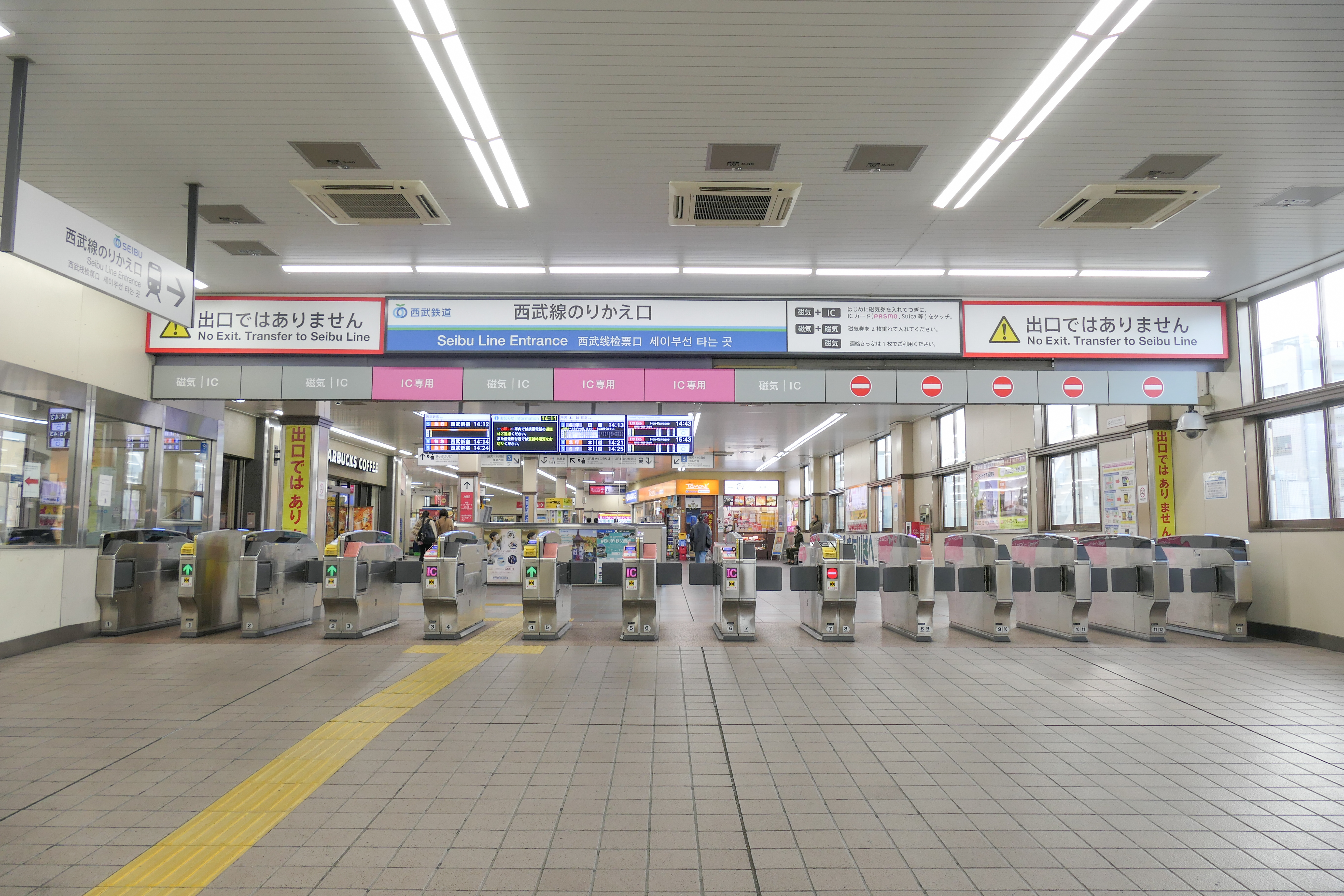
2階西武線乗換改札（2022年12月）
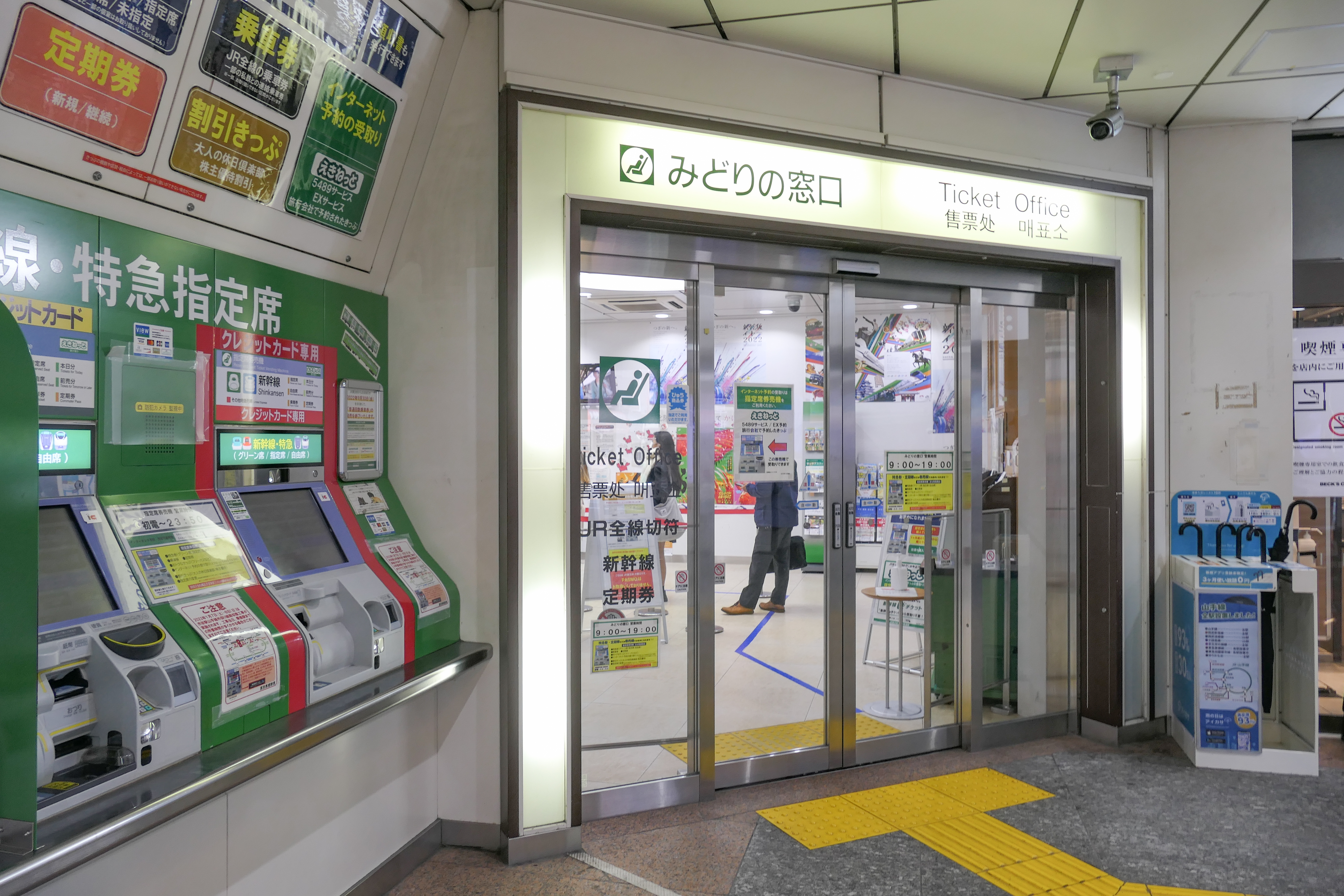
みどりの窓口（2022年12月）

#### 発車メロディ
2003年3月1日より、アニメ『鉄腕アトム』の第一シリーズのテーマ曲を発車メロディとして使用している。これは手塚治虫が社長を務めた手塚プロダクションが高田馬場にあることと、キャラクターの一人であるお茶の水博士が長官を務める「科学省」が高田馬場にあったという設定から、高田馬場西商店街振興組合がJR東日本に要望し、実現したものである。メロディの制作はスイッチが担当し、編曲は櫻井隆仁が手掛けた。当初は期間限定使用の予定であったが、その後も引き続き使用されている。
| 1 | JY | 鉄腕アトムA |
| 2 | JY | 鉄腕アトムB |

### 西武鉄道
2面2線の高架駅で、このうち1面は上りのみ単式ホームで、もう1面は上下線共用の島式ホームになっている。PASMO・Suicaなどで印字される履歴表示は「西武馬場」である。かつてのパスネットの出場印字には「SB馬」もあった。
開業当初は新宿線の起点で、駅の南側（現在の西武新宿側）に引き上げ線があった。当初は島式ホーム1面2線の形態だったが、1963年から東側に上りホームを新設したため、変則相対式ホームの2面2線となっている。
改札口は早稲田口・ビッグボックス口・戸山口・臨時口（東西線連絡、出口のみ）がある。戸山口は7:00から22:00まで、臨時口は7:00から13:30まで開設している。なお、戸山口は5番ホームに直結しており、3番ホームへは跨線橋を経由することになる。また、JRとの間には早稲田口改札横と跨線橋に連絡改札口がある。1998年より夏季にホーム冷房を行っている。トイレは早稲田口と跨線橋上（3階）にある。多機能トイレは跨線橋側に設置されている。
エスカレーターは早稲田口 - ホーム間とJR線連絡跨線橋 - ホーム間を、エレベーターはビッグボックス口 - ホーム（5番ホームはさらにJR線連絡跨線橋）間をそれぞれ連絡している。
西武新宿線における東京都心部のターミナル駅となっていて、当駅には特急「小江戸」を含む新宿線の全旅客営業列車が停車する。本来、西武新宿線のターミナルは隣の西武新宿駅だが、同駅の位置が新宿駅とは離れた位置にあり、西武新宿線からJR山手線への乗り換えは、西武新宿駅より当駅を利用する方がはるかに便利である。また、地下鉄東西線も接続していることから、当駅の利用者にはJR、地下鉄への乗り換え客が多く含まれ、西武高田馬場駅の乗降人員は304,904人（2017年度）となっている。これは西武新宿駅（2017年度は180,884人）のおよそ1.7倍であり、当駅の停車時分を長めに確保することで多数の乗降客に対応している。また、平日朝ラッシュ時は混雑が著しいため、後に述べるような特別な対応が行われている。
2008年4月5日、JRの高架下とともに手塚治虫の漫画作品キャラクター壁画が設置された。西武高架下の壁画のタイトルは『歴史と文化〜過去から現在そして未来へ〜』である。
駅名標は、日本語・ローマ字とハングルが表記されている。なお、西武鉄道の駅でのハングルの使用は当駅が初めてである。
2012年10月1日より、発車メロディがマルコメのCMソングへ変更されている。これは、当駅の近くに同社の事務所があることによるものである。ただし本社は長野県長野市に所在する。
管区長配置駅であり、「新宿駅管区」として西武新宿駅 - 沼袋駅間の各駅を管理している。
2020年8月に3番ホームにホームドアが設置され、同年9月16日に稼働を開始した。その後も順次設置が進み2021年3月までに全ホームでの設置・稼働を開始した。

#### 平日朝ラッシュ時の対応
当駅は2面2線の中間駅でありながら、2面3線で始発・終着駅である西武新宿駅と同本数の列車が発着し（西武鉄道の2線構造の駅の中では最多）、1.7倍の利用客がいる。特に朝ラッシュ時は上り（西武新宿行き）列車の降車客で駅構内が非常に混雑する。
前述のように当駅は変則相対式の2面2線という形態で、上り線は2つのホームに挟まれる形態となっていることから、平日の朝ラッシュ時（7:00 - 9:30）に限り、上り列車は5番ホーム側のドアに加えて4番ホーム側のドア扱いを行う。これにより駅構内の混雑緩和のみならず、乗降時分の短縮により後続列車の遅延防止を図っている。2006年に4番ホームは転落防止のため4扉車専用の可動式ホーム柵が設置されたため、柵の可動部とドアの間隔に差異がある3扉車および特急列車は、平日の朝ラッシュ時であっても4番ホーム側のドア扱いを行わない。
なお、前述のホームドア設置に伴いホーム柵は撤去された。

#### のりば
| ホーム | 路線   | 方向 | 行先                         |
| ------ | ------ | ---- | ---------------------------- |
| 3      | 新宿線 | 下り | 所沢・本川越・拝島方面       |
| 4      | 新宿線 | 上り | 臨時降車ホーム（平日朝のみ） |
| 5      | 新宿線 | 上り | 西武新宿ゆき                 |

（出典：西武鉄道:駅構内図）
- のりばの番号はJRからの通しで、3番ホームからとなる。
- 3番ホームはホームの下落合寄りの端に停止位置目標が設置されているが、特急「小江戸」用の停止位置目標はホーム中央部である。
- 発車標は長らく3番ホームのみ設置されていたが、2017年2月初旬に5番ホームにも設置された。

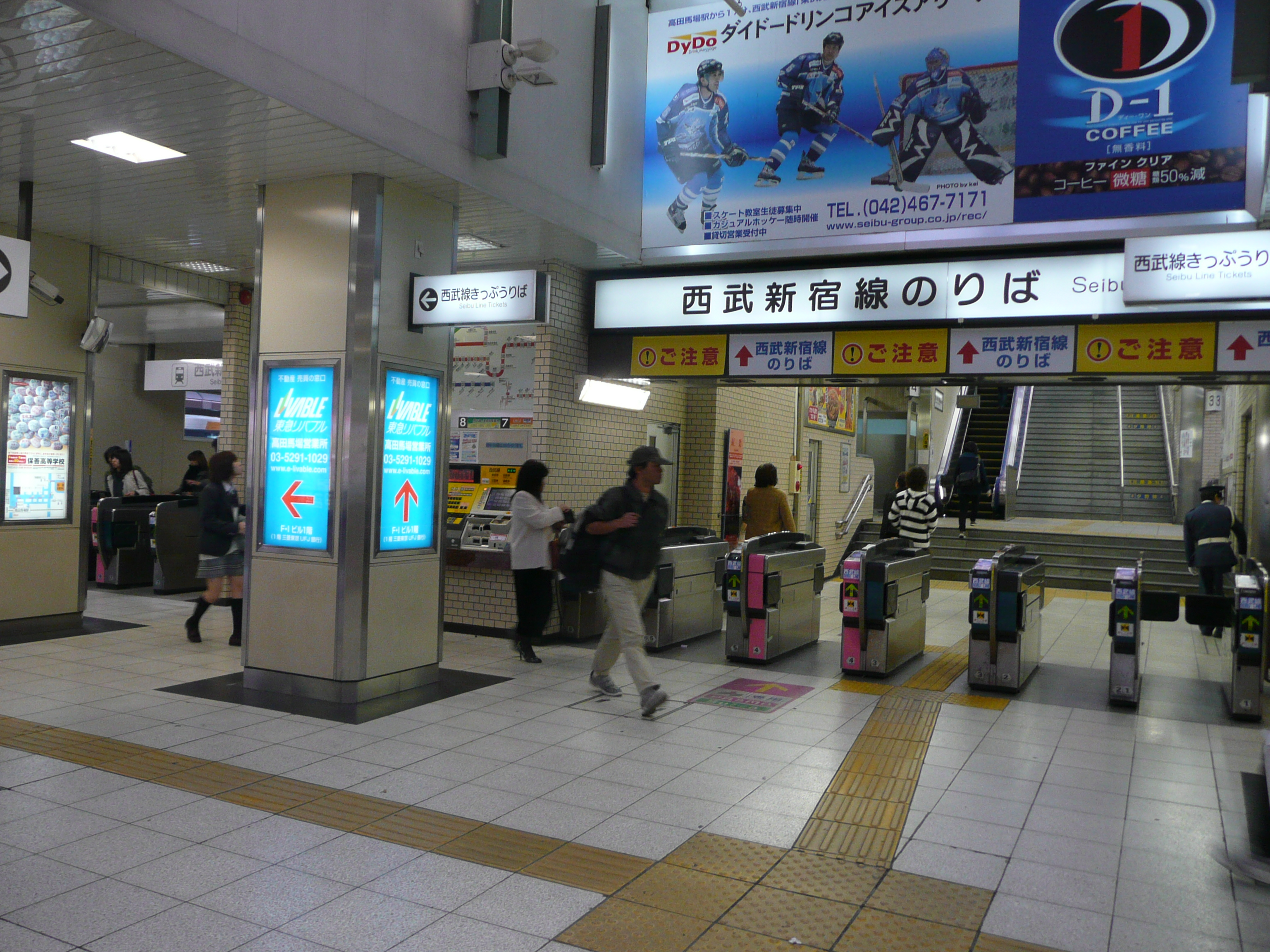
早稲田口改札口（2008年11月）
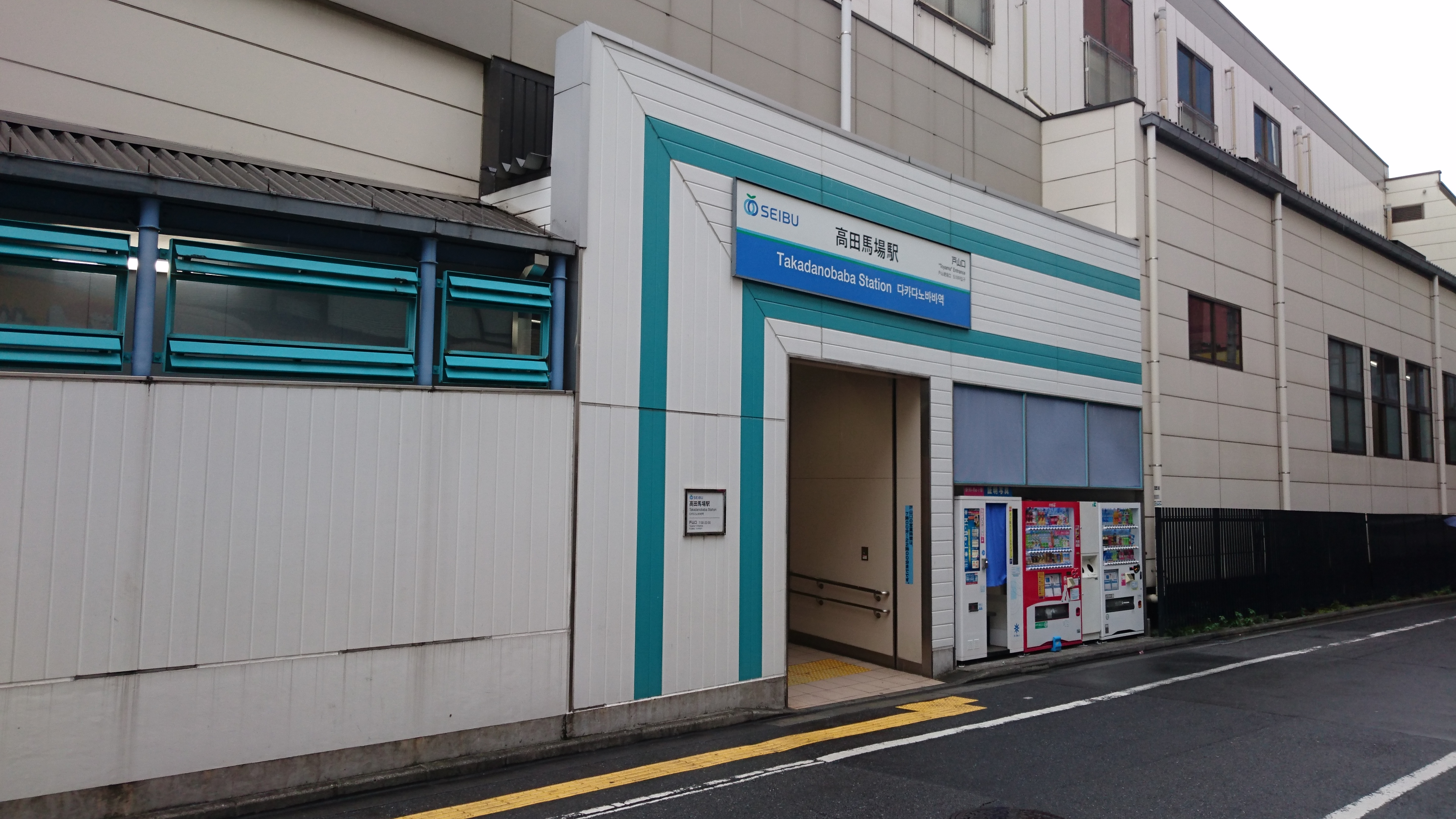
戸山口（西武）（2018年9月）

### 東京メトロ
中柱のある相対式ホーム2面2線を有する地下駅である。西船橋側に両渡り線がある。落合駅に夜間留置される車両の転線で早朝・深夜に使用されているほか、一部運転見合わせとなった際に当駅で折り返す際に使用される。かつて当駅折り返しの列車が設定されていた頃にも使用されていた。
改札口は3か所あり、中野側の2か所はJR・西武の早稲田口近くと駅前ロータリー東側の2か所の出入口につながり、西船橋側の1か所は早稲田通りの出入口につながる。エレベーターは、専用出入口が駅前ロータリー上にあり、中野寄りの改札口と連絡している。
1987年から1994年にかけて、最も落合寄りの改札口の統合や新設と落合寄りホーム幅員の拡幅および出入口の新設などの駅改良工事を行った。これにより、従来4 m程度であったホーム幅は中野方面ホームが最大7 m、西船橋方面ホームが最大9 mにまで拡幅された。トイレは西改札口外と東改札口内にあり、多機能トイレを併設している。オストメイト対応設備は双方のトイレに設置されている。駅ナカ施設として、高田馬場メトロピアを併設している。
2018年3月にホームドアが設置され、6月8日から稼働を開始した。東西線でのホームドアの設置は九段下駅に続き2駅目である。
当駅は、「飯田橋駅務管区高田馬場地域」として近隣の駅を管理している。

#### のりば
| 番線 | 路線   | 行先                           |
| ---- | ------ | ------------------------------ |
| 1    | 東西線 | 西船橋・津田沼・東葉勝田台方面 |
| 2    | 東西線 | 中野・三鷹方面                 |

（出典：東京メトロ:構内立体図）

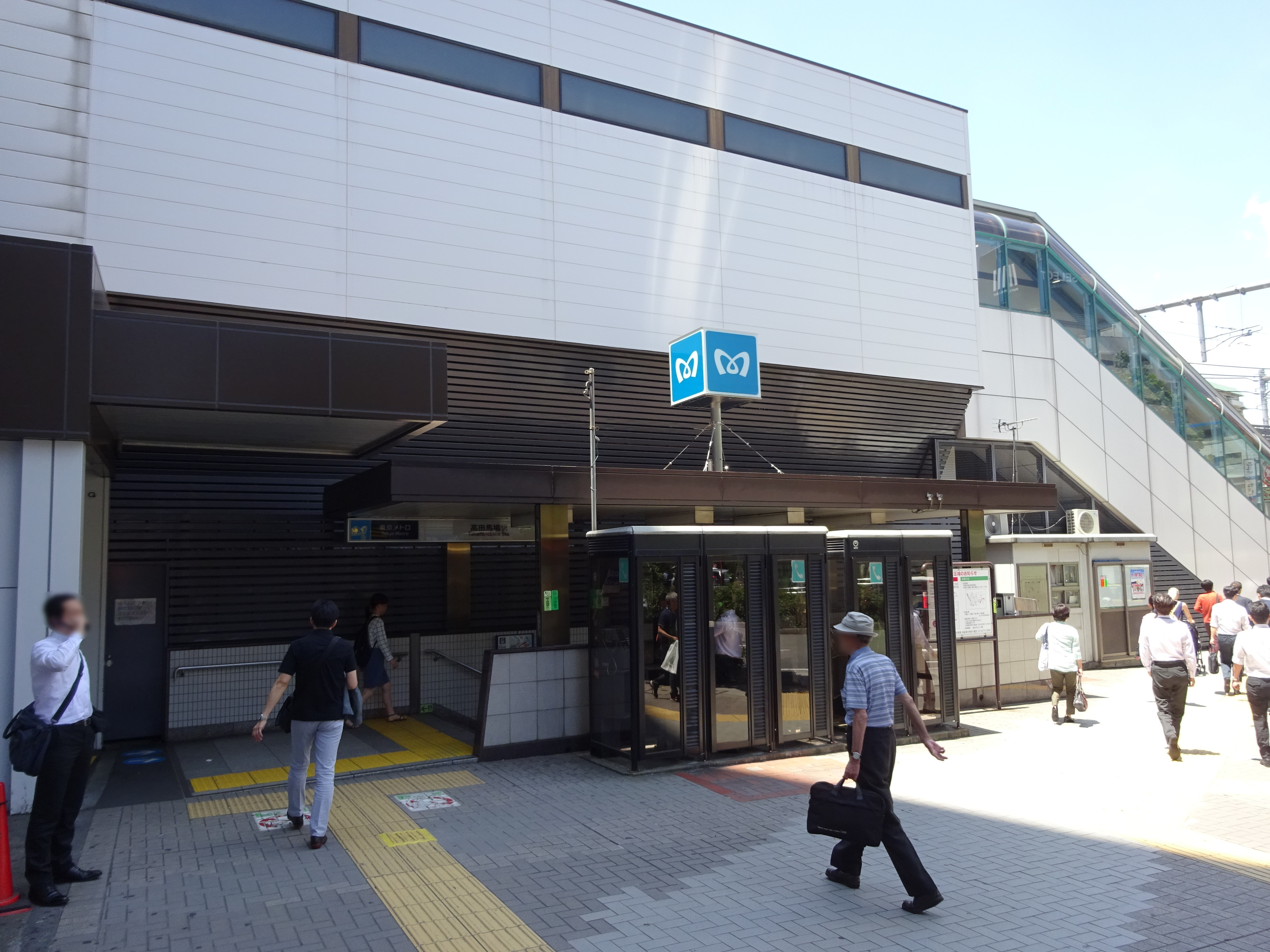
3番出入口（2016年6月）
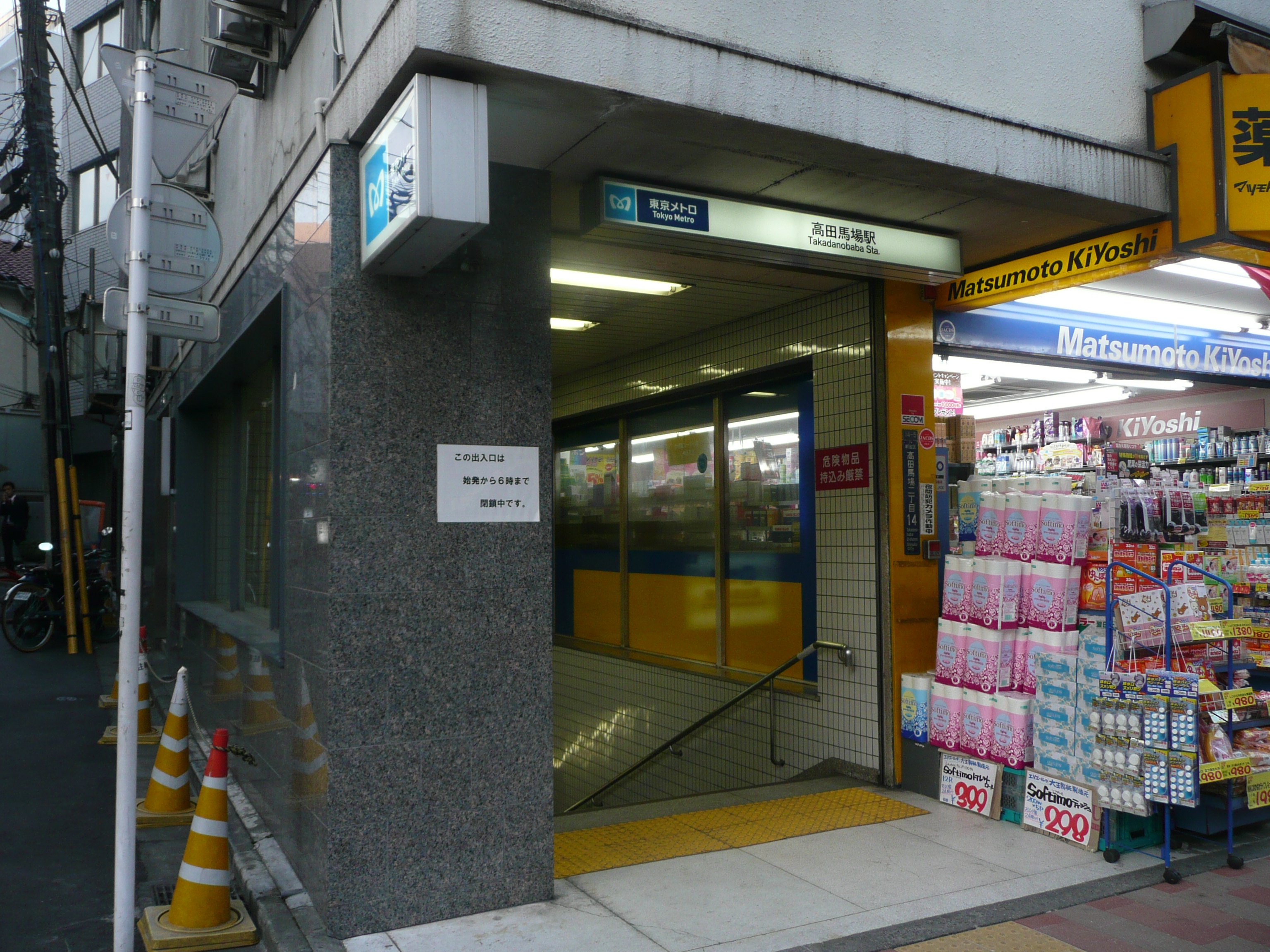
6番出口（東側）（2008年11月）
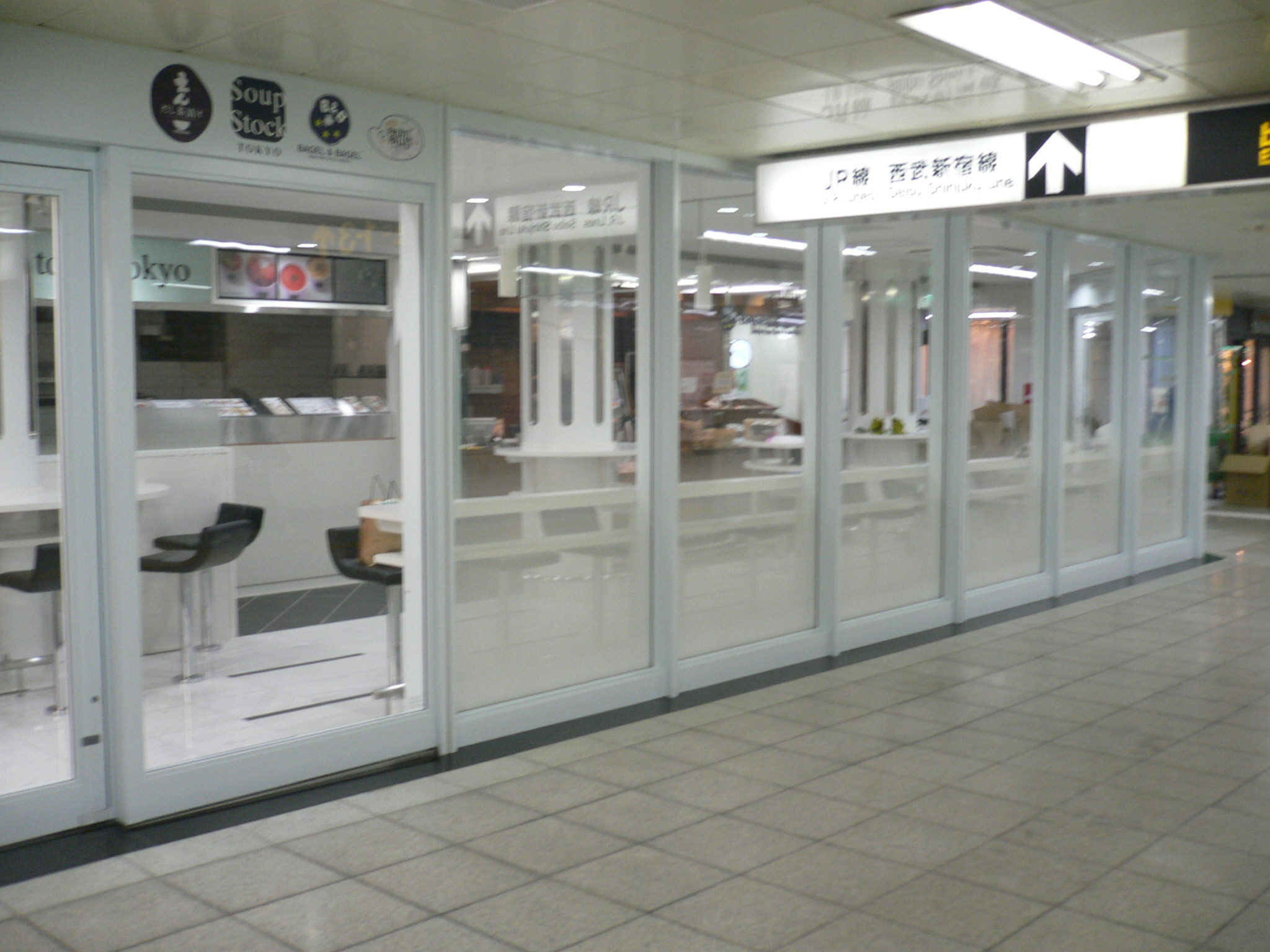
高田馬場メトロピア（2005年10月）
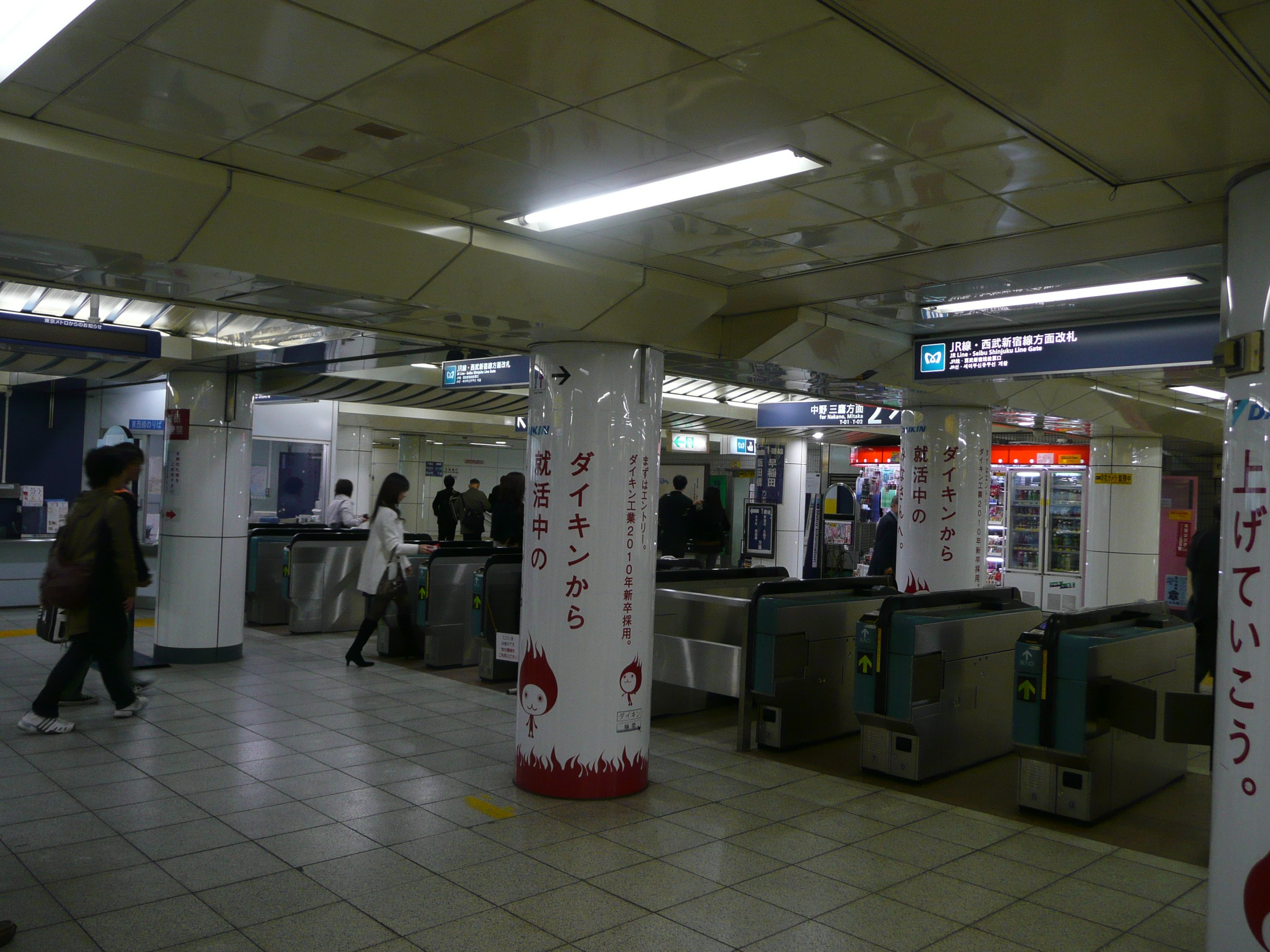
JR線・西武新宿線方面改札口（2008年11月）
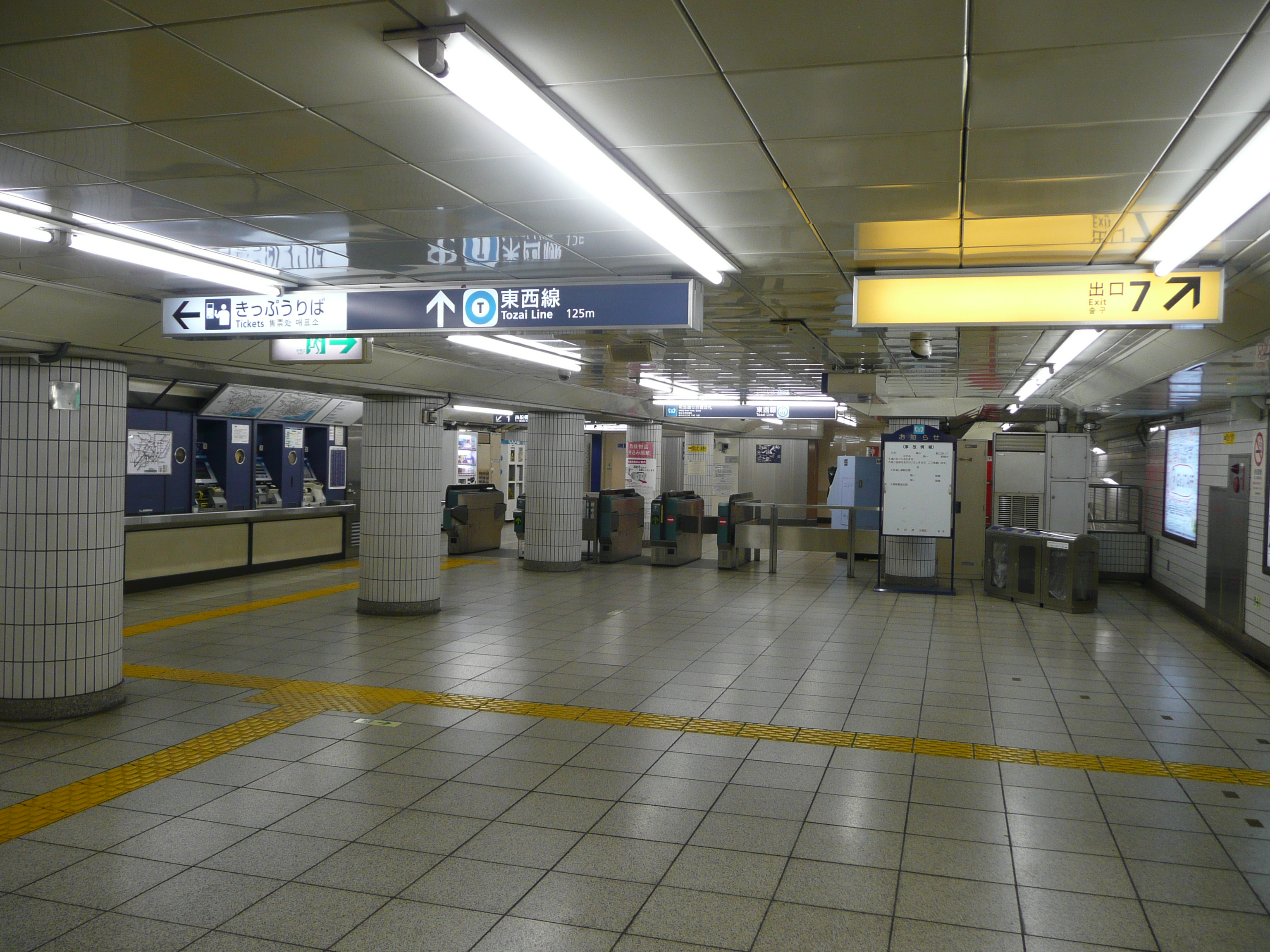
明治通り方面改札口（2008年11月）
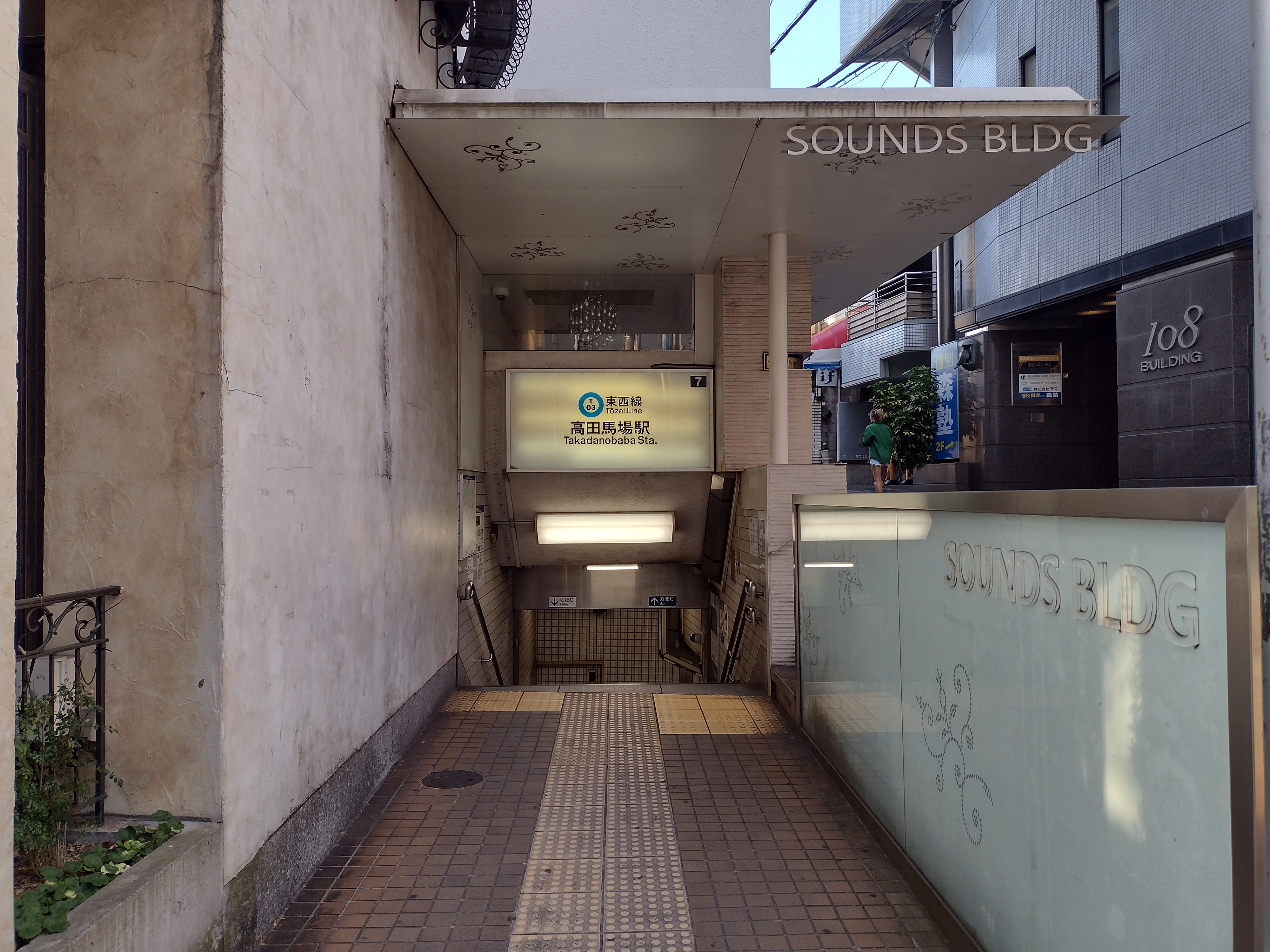
7番出入口（2022年10月23日）

#### 発車メロディ
2015年5月24日から向谷実作曲の発車メロディ（発車サイン音）を使用している。
曲は1番線が「A Day in the METRO」、2番線が「Beyond the Metropolis」である（詳細は東京メトロ東西線#発車メロディを参照）。

## 利用状況
2017年度（平成29年度）における各社合計の1日平均乗降人員は約93万人で、年間に直すと約3億4000万人となる。
- JR東日本 - 2023年度（令和5年度）の1日平均乗車人員は175,710人である[利用客数 1]。
同社の駅の中では川崎駅に次いで第12位。
- 西武鉄道 - 2024年度（令和6年度）の1日平均乗降人員は274,114人である[西武 1]。
同社の全92駅の中では第2位（第1位は池袋駅）で、新宿線ではターミナルの西武新宿駅（143,181人）よりも多く、新宿線における実質的なターミナル駅となっている。2016年度（平成28年度）は8年ぶりに西武鉄道の乗降人員が30万人を上回った。
- 東京メトロ - 2024年度（令和6年度）の1日平均乗降人員は175,766人である[メトロ 1]。
同社の全130駅の中では表参道駅に次ぐ第12位である。2016年度（平成28年度）は東京メトロの乗降人員が20万人を上回った。

### 年度別1日平均乗降人員
各年度の1日平均乗降人員は下表の通り。
| 年度               | 西武鉄道         | 西武鉄道 | 営団 / 東京メトロ | 営団 / 東京メトロ |
| 年度               | 1日平均 乗降人員 | 増加率   | 1日平均 乗降人員  | 増加率            |
| ------------------ | ---------------- | -------- | ----------------- | ----------------- |
| 1997年（平成09年） | 300,170          |          |                   |                   |
| 1998年（平成10年） | 294,875          | -1.8%    |                   |                   |
| 1999年（平成11年） | 291,226          | -1.2%    | 183,763           |                   |
| 2000年（平成12年） | 288,904          | -0.8%    | 181,590           | -1.2%             |
| 2001年（平成13年） | 284,110          | -1.7%    | 176,349           | -2.9%             |
| 2002年（平成14年） | 278,359          | -2.0%    | 174,056           | -1.3%             |
| 2003年（平成15年） | 277,881          | -0.2%    | 174,011           | -1.3%             |
| 2004年（平成16年） | 274,842          | -1.1%    | 173,830           | -0.1%             |
| 2005年（平成17年） | 274,488          | -0.1%    | 174,300           | 0.3%              |
| 2006年（平成18年） | 276,723          | 0.8%     | 178,738           | 2.6%              |
| 2007年（平成19年） | 294,094          | 6.3%     | 187,458           | 4,9%              |
| 2008年（平成20年） | 301,888          | 2.7%     | 187,845           | 0.2%              |
| 2009年（平成21年） | 299,736          | -0.7%    | 185,153           | -1.4%             |
| 2010年（平成22年） | 295,689          | -1.4%    | 184,754           | -0.2%             |
| 2011年（平成23年） | 287,513          | -2.8%    | 181,871           | -1.6%             |
| 2012年（平成24年） | 292,612          | 1.8%     | 186,629           | 2.6%              |
| 2013年（平成25年） | 292,694          | 0.0%     | 189,308           | 1.4%              |
| 2014年（平成26年） | 289,810          | -1.0%    | 189,558           | 0.1%              |
| 2015年（平成27年） | 295,872          | 2.1%     | 196,613           | 3.7%              |
| 2016年（平成28年） | 301,197          | 1.8%     | 200,964           | 2.2%              |
| 2017年（平成29年） | 304,904          | 1.2%     | 203,957           | 1.5%              |
| 2018年（平成30年） | 305,741          | 0.3%     | 204,848           | 0.4%              |
| 2019年（令和元年） | 301,862          | -1.3%    | 200,250           | -2.2%             |
| 2020年（令和02年） | 207,124          | -31.4%   | 125,620           | -37.3%            |
| 2021年（令和03年） | 223,847          | 8.1%     | 136,847           | 8.9%              |
| 2022年（令和04年） | 250,377          | 11.9%    | 154,328           | 12.8%             |
| 2023年（令和05年） | 264,763          | 5.7%     | 167,360           | 8.4%              |
| 2024年（令和06年） | 274,114          | 3.5%     | 175,766           | 5.0%              |

### 年度別1日平均乗車人員（1910年 - 1935年）
各年度の1日平均乗車人員は下表の通り。
| 年度               | 国鉄       | 西武鉄道 | 出典              |
| ------------------ | ---------- | -------- | ----------------- |
| 1910年（明治43年） | [ 備考 1 ] | 未開業   |                   |
| 1911年（明治44年） | 533        | 未開業   | [ 東京府統計 1 ]  |
| 1912年（大正元年） | 818        | 未開業   | [ 東京府統計 2 ]  |
| 1913年（大正02年） | 954        | 未開業   | [ 東京府統計 3 ]  |
| 1914年（大正03年） | 1,010      | 未開業   | [ 東京府統計 4 ]  |
| 1915年（大正04年） | 1,112      | 未開業   | [ 東京府統計 5 ]  |
| 1916年（大正05年） | 1,484      | 未開業   | [ 東京府統計 6 ]  |
| 1919年（大正08年） | 2,896      | 未開業   | [ 東京府統計 7 ]  |
| 1920年（大正09年） | 4,061      | 未開業   | [ 東京府統計 8 ]  |
| 1922年（大正11年） | 6,821      | 未開業   | [ 東京府統計 9 ]  |
| 1923年（大正12年） | 9,295      | 未開業   | [ 東京府統計 10 ] |
| 1924年（大正13年） | 10,961     | 未開業   | [ 東京府統計 11 ] |
| 1925年（大正14年） | 11,339     | 未開業   | [ 東京府統計 12 ] |
| 1926年（昭和元年） | 12,547     | 未開業   | [ 東京府統計 13 ] |
| 1927年（昭和02年） | 15,413     | 3,035    | [ 東京府統計 14 ] |
| 1928年（昭和03年） | 18,413     | 4,123    | [ 東京府統計 15 ] |
| 1929年（昭和04年） | 21,763     | 8,031    | [ 東京府統計 16 ] |
| 1930年（昭和05年） | 21,928     | 8,844    | [ 東京府統計 17 ] |
| 1931年（昭和06年） | 21,666     | 8,996    | [ 東京府統計 18 ] |
| 1932年（昭和07年） | 22,713     | 6,470    | [ 東京府統計 19 ] |
| 1933年（昭和08年） | 20,721     | 10,467   | [ 東京府統計 20 ] |
| 1934年（昭和09年） | 21,711     | 10,687   | [ 東京府統計 21 ] |
| 1935年（昭和10年） | 22,572     | 11,585   | [ 東京府統計 22 ] |

### 年度別1日平均乗車人員（1953年 - 2000年）
| 年度               | 国鉄 / JR東日本 | 西武鉄道 | 営団    | 出典              |
| ------------------ | --------------- | -------- | ------- | ----------------- |
| 1953年（昭和28年） | 47,045          |          | 未開業  | [ 東京都統計 1 ]  |
| 1954年（昭和29年） | 51,463          |          | 未開業  | [ 東京都統計 2 ]  |
| 1955年（昭和30年） | 53,211          |          | 未開業  | [ 東京都統計 3 ]  |
| 1956年（昭和31年） | 55,358          | 54,136   | 未開業  | [ 東京都統計 4 ]  |
| 1957年（昭和32年） | 57,422          | 59,026   | 未開業  | [ 東京都統計 5 ]  |
| 1958年（昭和33年） | 60,933          | 64,473   | 未開業  | [ 東京都統計 6 ]  |
| 1959年（昭和34年） | 63,868          | 64,288   | 未開業  | [ 東京都統計 7 ]  |
| 1960年（昭和35年） | 67,155          | 67,768   | 未開業  | [ 東京都統計 8 ]  |
| 1961年（昭和36年） | 69,495          | 74,058   | 未開業  | [ 東京都統計 9 ]  |
| 1962年（昭和37年） | 75,419          | 80,177   | 未開業  | [ 東京都統計 10 ] |
| 1963年（昭和38年） | 79,478          | 86,636   | 未開業  | [ 東京都統計 11 ] |
| 1964年（昭和39年） | 78,139          | 93,792   | 11,393  | [ 東京都統計 12 ] |
| 1965年（昭和40年） | 80,695          | 101,004  | 13,596  | [ 東京都統計 13 ] |
| 1966年（昭和41年） | 91,546          | 103,394  | 23,235  | [ 東京都統計 14 ] |
| 1967年（昭和42年） | 91,906          | 110,793  | 39,893  | [ 東京都統計 15 ] |
| 1968年（昭和43年） | 92,507          | 117,367  | 56,026  | [ 東京都統計 16 ] |
| 1969年（昭和44年） | 111,487         | 124,123  | 69,355  | [ 東京都統計 17 ] |
| 1970年（昭和45年） | 112,849         | 128,033  | 77,986  | [ 東京都統計 18 ] |
| 1971年（昭和46年） | 173,085         | 130,433  | 84,320  | [ 東京都統計 19 ] |
| 1972年（昭和47年） | 174,592         | 133,778  | 84,855  | [ 東京都統計 20 ] |
| 1973年（昭和48年） | 178,833         | 137,600  | 83,962  | [ 東京都統計 21 ] |
| 1974年（昭和49年） | 188,362         | 140,493  | 87,510  | [ 東京都統計 22 ] |
| 1975年（昭和50年） | 190,672         | 140,093  | 85,197  | [ 東京都統計 23 ] |
| 1976年（昭和51年） | 194,921         | 138,468  | 86,359  | [ 東京都統計 24 ] |
| 1977年（昭和52年） | 193,649         | 138,422  | 88,778  | [ 東京都統計 25 ] |
| 1978年（昭和53年） | 194,140         | 138,751  | 85,403  | [ 東京都統計 26 ] |
| 1979年（昭和54年） | 189,874         | 135,473  | 85,921  | [ 東京都統計 27 ] |
| 1980年（昭和55年） | 183,326         | 133,362  | 85,888  | [ 東京都統計 28 ] |
| 1981年（昭和56年） | 179,455         | 130,852  | 88,767  | [ 東京都統計 29 ] |
| 1982年（昭和57年） | 175,408         | 131,860  | 89,734  | [ 東京都統計 30 ] |
| 1983年（昭和58年） | 173,068         | 131,615  | 91,779  | [ 東京都統計 31 ] |
| 1984年（昭和59年） | 176,411         | 133,490  | 92,277  | [ 東京都統計 32 ] |
| 1985年（昭和60年） | 178,247         | 135,962  | 92,419  | [ 東京都統計 33 ] |
| 1986年（昭和61年） | 186,219         | 140,422  | 95,334  | [ 東京都統計 34 ] |
| 1987年（昭和62年） | 193,473         | 143,743  | 97,339  | [ 東京都統計 35 ] |
| 1988年（昭和63年） | 209,455         | 147,912  | 100,795 | [ 東京都統計 36 ] |
| 1989年（平成元年） | 212,170         | 149,016  | 101,126 | [ 東京都統計 37 ] |
| 1990年（平成02年） | 216,904         | 151,425  | 101,614 | [ 東京都統計 38 ] |
| 1991年（平成03年） | 223,989         | 153,667  | 101,967 | [ 東京都統計 39 ] |
| 1992年（平成04年） | 222,501         | 153,060  | 102,737 | [ 東京都統計 40 ] |
| 1993年（平成05年） | 222,096         | 150,682  | 101,718 | [ 東京都統計 41 ] |
| 1994年（平成06年） | 219,970         | 148,142  | 100,904 | [ 東京都統計 42 ] |
| 1995年（平成07年） | 219,150         | 146,470  | 99,672  | [ 東京都統計 43 ] |
| 1996年（平成08年） | 220,405         | 146,797  | 99,107  | [ 東京都統計 44 ] |
| 1997年（平成09年） | 216,865         | 145,099  | 97,868  | [ 東京都統計 45 ] |
| 1998年（平成10年） | 213,107         | 142,860  | 96,852  | [ 東京都統計 46 ] |
| 1999年（平成11年） | 212,438         | 141,093  | 94,232  | [ 東京都統計 47 ] |
| 2000年（平成12年） | 211,761         | 140,247  | 93,312  | [ 東京都統計 48 ] |

### 年度別1日平均乗車人員（2001年以降）
| 年度               | JR東日本 | 西武鉄道 | 営団 / 東京メトロ | 出典              |
| ------------------ | -------- | -------- | ----------------- | ----------------- |
| 2001年（平成13年） | 206,999  | 138,230  | 90,471            | [ 東京都統計 49 ] |
| 2002年（平成14年） | 206,623  | 135,603  | 89,449            | [ 東京都統計 50 ] |
| 2003年（平成15年） | 206,915  | 135,570  | 89,451            | [ 東京都統計 51 ] |
| 2004年（平成16年） | 203,672  | 134,189  | 89,205            | [ 東京都統計 52 ] |
| 2005年（平成17年） | 201,936  | 134,037  | 89,638            | [ 東京都統計 53 ] |
| 2006年（平成18年） | 203,781  | 135,090  | 91,822            | [ 東京都統計 54 ] |
| 2007年（平成19年） | 212,286  | 142,257  | 95,336            | [ 東京都統計 55 ] |
| 2008年（平成20年） | 206,890  | 145,693  | 95,784            | [ 東京都統計 56 ] |
| 2009年（平成21年） | 204,527  | 144,745  | 94,548            | [ 東京都統計 57 ] |
| 2010年（平成22年） | 202,396  | 141,910  | 94,164            | [ 東京都統計 58 ] |
| 2011年（平成23年） | 199,741  | 138,205  | 92,727            | [ 東京都統計 59 ] |
| 2012年（平成24年） | 201,765  | 140,659  | 95,057            | [ 東京都統計 60 ] |
| 2013年（平成25年） | 201,513  | 140,812  | 96,350            | [ 東京都統計 61 ] |
| 2014年（平成26年） | 200,195  | 139,534  | 96,317            | [ 東京都統計 62 ] |
| 2015年（平成27年） | 202,554  | 142,557  | 100,005           | [ 東京都統計 63 ] |
| 2016年（平成28年） | 206,683  | 145,156  | 102,214           | [ 東京都統計 64 ] |
| 2017年（平成29年） | 211,161  | 147,079  | 103,589           | [ 東京都統計 65 ] |
| 2018年（平成30年） | 211,687  | 147,416  | 104,063           | [ 東京都統計 66 ] |
| 2019年（令和元年） | 208,024  | 145,710  | 101,667           | [ 東京都統計 67 ] |
| 2020年（令和02年） | 139,544  |          |                   |                   |
| 2021年（令和03年） | 150,734  |          |                   |                   |
| 2022年（令和04年） | 167,265  |          |                   |                   |
| 2023年（令和05年） | 175,710  |          |                   |                   |

備考
1. ↑  1910年9月15日開業。
2. ↑  1927年4月16日開業。
3. ↑  1964年12月23日開業。開業日から1965年3月31日までの計99日間を集計したデータ。

## 駅周辺

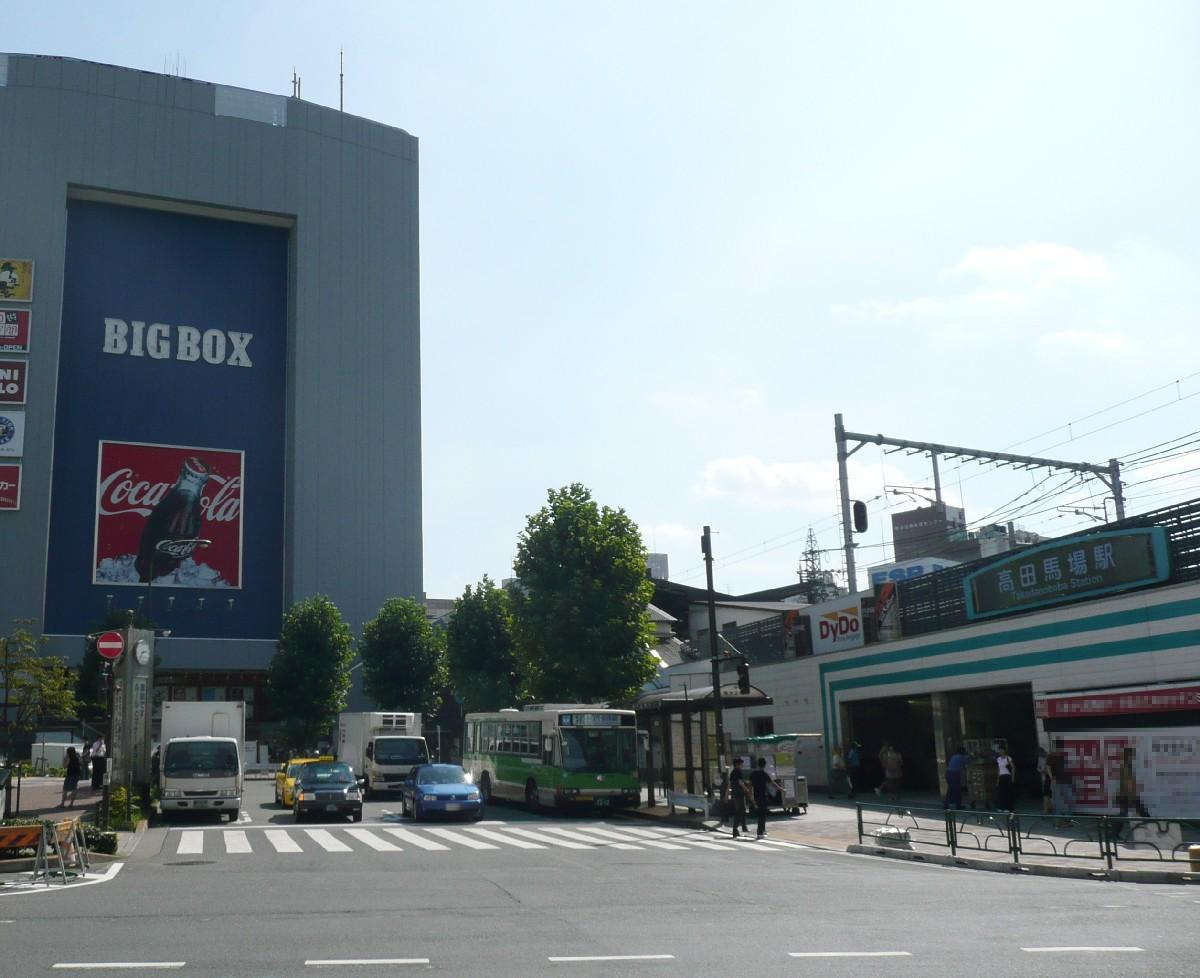
早稲田口ロータリー（2008年8月）

駅前は早稲田大学に通じる早稲田通りで、学生街でもある。早稲田通り沿いは、学生向けの飲食店や古本屋などが多く立地する。また、周辺には専門学校も多い。早稲田口の東側にはロータリーがあり、タクシーや早大正門行などの都営バスが発着する。ロータリー南側にはBIG BOX、東側には芳林堂書店などが入ったFIビル、北側には飲食店が入った稲門ビルがある。早稲田口西側、JR山手線の外側には、飲み屋街である栄通りがある。
なお、当駅より南東へ徒歩10分ほどの所には、東京メトロ副都心線の西早稲田駅があるが、連絡運輸は行っていない。

### 早稲田口
- 新宿区戸塚地域センター
  - 新宿区役所戸塚特別出張所
- 警視庁戸塚警察署
- 新宿区立西早稲田中学校
- 新宿区立戸塚第一小学校
- 新宿区立戸塚第二小学校
- 新宿区立戸塚第三小学校
- 東京富士大学
- ESPミュージカルアカデミー本部
- 早稲田文理専門学校
- 新宿日本語学校1号館
- 高田馬場郵便局
- 高田馬場二郵便局
- 東京三協信用金庫本店
- 東京信用金庫高田馬場支店
- 三菱UFJ銀行高田馬場支店
- みずほ銀行高田馬場支店
- 三井住友銀行高田馬場支店
- 新宿ガーデン
- 日本福祉教育専門学校
- BIG BOX高田馬場
- ビックカメラ本部
- 白十字本社
- 大正製薬本社
- コアブックス
- 日本文化センター
- 白夜書房
- 交通システム電機
- 正道会館東京道場
- 早稲田通り
- 明治通り
- 新目白通り
- 諏訪通り
- 神田川
  - 小滝橋
- オーケー 高田馬場店
- 相鉄グランドフレッサ 高田馬場

### 戸山口
- 日本点字図書館

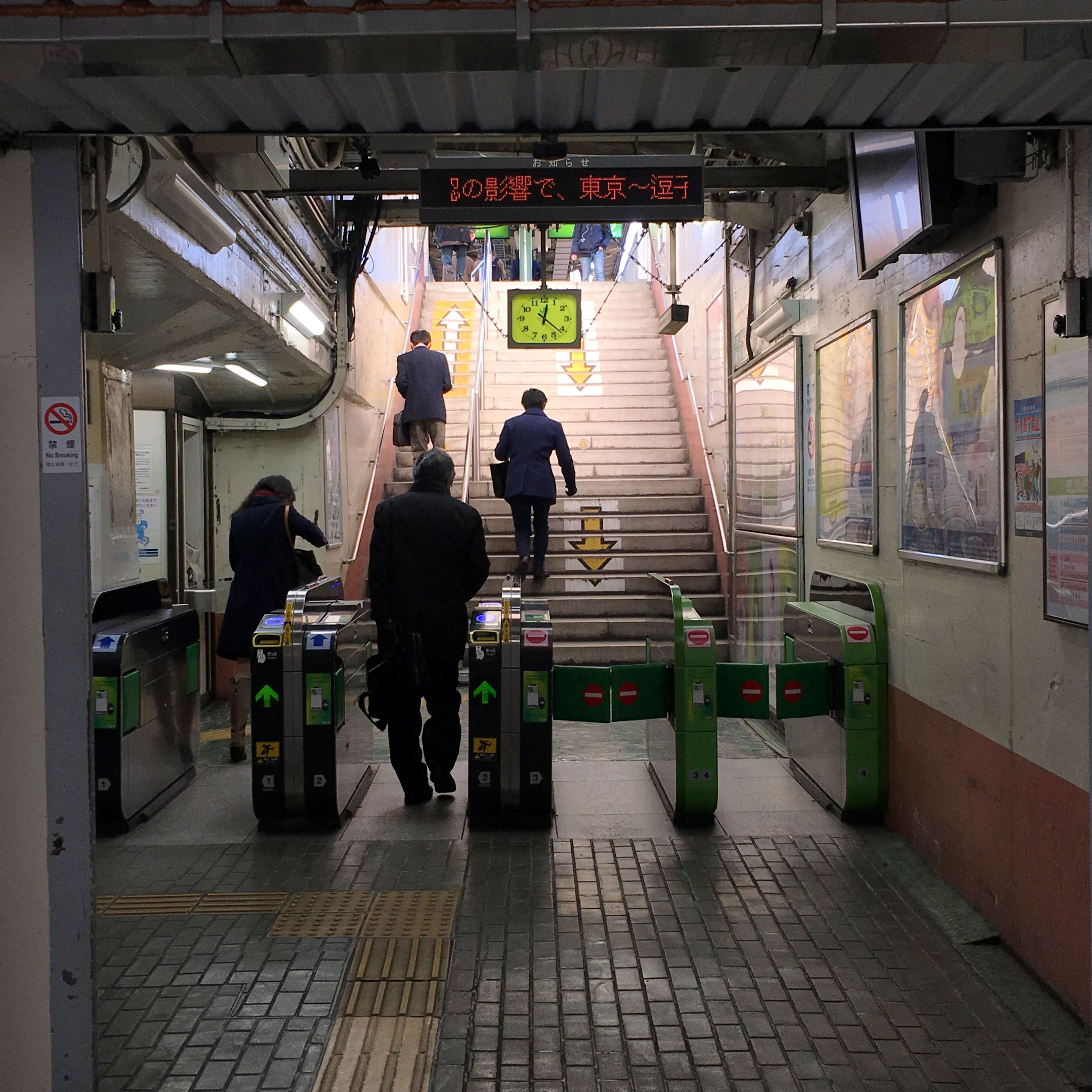
戸山口（JR改札口）

- 早稲田大学西早稲田キャンパス（先進理工学部・創造理工学部・基幹理工学部）
- 学習院女子大学
- 桜美林大学新宿キャンパス
- 東京都立戸山高等学校
- 海城中学校・高等学校
- 保善高等学校
- 新宿区立西戸山中学校
- 日本美容専門学校
- 総合学園ヒューマンアカデミー東京校
- ユーキャン
- 新宿日本語学校2号館
- つまみかんざし博物館
- 新宿諏訪町郵便局
- 西戸山公園
  - 野球場
- 戸山公園（大久保地区）
  - 新宿スポーツセンター
- マルコメ東京本部
- 辰已法律研究所
- オオゼキ高田馬場店

## バス路線
早稲田口のロータリーおよび早稲田通り上に停留所が設けられている。百01系統（関東バス）を除き、全て都営バスによる運行。停留所名は都営バスが高田馬場駅前、関東バスが高田馬場駅。なお百01系統および高71系統はこの他、戸田口に近い高田馬場駅通り停留所も利用可能である。
| のりば       | 運行事業者 | 系統・行先                   |
| ロータリー   | ロータリー | ロータリー                   |
| ------------ | ---------- | ---------------------------- |
| 1            | 都営バス   | 高71：九段下                 |
| 1            | 関東バス   | 百01：東中野駅               |
| 2            | 都営バス   | 学02：早大正門               |
| 早稲田通り上 |            |                              |
| 3            | 都営バス   | 飯64・上69：小滝橋車庫前     |
| 4            | 都営バス   | 飯64：九段下（循環）・早稲田 |
| 5            | 都営バス   | 上69：上野公園（循環）       |

## 隣の駅
東日本旅客鉄道（JR東日本）
 山手線
新大久保駅 (JY 16) - 高田馬場駅 (JY 15) - 目白駅 (JY 14)
西武鉄道
 新宿線
- ■特急「小江戸」 停車駅

■拝島ライナー（下りは乗車専用・上りは降車専用）
西武新宿駅 (SS01) - 高田馬場駅 (SS02) - 小平駅 (SS19)
■快速急行（土休日下りのみ運転）
西武新宿駅 (SS01) → 高田馬場駅 (SS02) → 田無駅 (SS17)
■通勤急行（上りのみ運転）・■急行・■準急
西武新宿駅 (SS01) - 高田馬場駅 (SS02) - 鷺ノ宮駅 (SS09)
■各駅停車
西武新宿駅 (SS01) - 高田馬場駅 (SS02) - 下落合駅 (SS03)
東京地下鉄（東京メトロ）
 東西線（東陽町以西は全列車が各駅に停車）
落合駅 (T 02) - 高田馬場駅 (T 03) - 早稲田駅 (T 04)

### かつて存在していた路線
東京都交通局
都電戸塚線
高田馬場駅停留場 - 戸塚二丁目停留場